# Обединени патриоти
Обединени патриоти (ОП) е бивша националистическа коалиция в България, включвала политическите партии ВМРО – Българско национално движение (ВМРО – БНД), Национален фронт за спасение на България (НФСБ) и Атака (до 25 юли 2019 г.).
В XLIV народно събрание коалицията има 27 народни представители – 11 от ВМРО, 8 от НФСБ и 8 от Атака.

## История
Коалицията е създадена със споразумението за обща кандидатура на трите партии за президентските избори през 2016 г. На 28 юли 2016 г. инициативен комитет на организациите издига Красимир Каракачанов от ВМРО-БНД за кандидат за президент, а за негов вицепрезидент е предложен Явор Нотев от Атака. Двойката получава подкрепата на Патриотичния фронт (НФСБ и ВМРО) и „Атака“. На 30 септември 2016 г. те се регистрират в ЦИК като „Обединени патриоти – НФСБ, Атака и ВМРО“. „Народен съюз“, която има 5 народни представители също дава подкрепата си за Каракачанов.
В XLIII народно събрание коалицията има 33 народни представители – 11 от Атака, 9 от НФСБ, 8 от ВМРО и 5 от Народен съюз.
На 27 април 2017 г. Обединени патриоти и ГЕРБ подписват коалиционно споразумение за управлението на България, в рамките на новото XLIV народно събрание.
Валери Симеонов е избран за вицепремиер по икономическата и демографската политика, а Красимир Каракачанов за вицепремиер по обществения ред и сигурността и министър на отбраната.
На 25 юли 2019 г. Волен Сидеров, Десислав Чуколов и Павел Шопов са изключени от парламентарната група. Малко след това, Атака е изключена от коалицията.
На 5 февруари 2021 г. е обявено, че коалицията прекратява съществуването си, а ВМРО–БНД ще се яви самостоятелно на парламентарния вот на 4 април
.

## Политически позиции
Основните приоритети на коалицията са: социално пазарно стопанство, справяне с имигрантското нашествие, независимост на външната политика, борба с монополите, сигурност, производство, образование и духовност.

## Официален състав
- „Национален фронт за спасение на България“ (НФСБ), с лидер Валери Симеонов
- „ВМРО - Българско национално движение“ (ВМРО-БНД), с лидер Красимир Каракачанов
- Съюз на патриотичните сили „Защита“[18][19], с лидер Николай Захариев

„Обединени патриоти“ получава подкрепата на следните партии и организации:
- Национално движение „БГ патриот“[20][21], с лидер Петър Харалампиев
- Национално сдружение на запасното войнство „За честта на пагона“[22][23], с лидер о.з. ген.-лейт. Петър Илиев

### Напуснали ОП
- „Атака“ (партията е изключена на 25 юли 2019 г.), с лидер Волен Сидеров
- „Средна европейска класа“ (СЕК)[24][25][26], с лидер Георги Манев

## Участия в избори

### Президентски 2016
Първото участие на коалицията на избори е на президентските избори през 2016 г. Получават 14,97% на изборите или подкрепата на 573 016 български граждани, което им отрежда трето място. На балотажа патриотите не дават подкрепата си нито за Румен Радев, нито за Цецка Цачева.
| година | избори    | гласове | %     | резултат                  |
| ------ | --------- | ------- | ----- | ------------------------- |
| 2016   | Президент | 573 016 | 14.97 | Трето място на първия тур |

### Парламентарни 2017
Коалицията се регистрира на 5 февруари 2017 г. за предсрочните парламентарни избори на 26 март. Норберт Хофер от Австрийската партия на свободата подкрепя Обединените патриоти, както и евродепутатът от Дания Андерс Вистисен, който е член на групата на Европейските консерватори и реформисти. На 21 март 2017 г. коалицията блокира трите контролно-пропускателни пунктове на границата с Турция – ГКПП Капитан Андреево, ГКПП Лесово и ГКПП Малко Търново, за да попречи на влизането в страната на автобуси с турски изселници за изборите.
| година | избори           | гласове | %    | резултат | място в управлението |
| ------ | ---------------- | ------- | ---- | -------- | -------------------- |
| 2017   | Народно събрание | 318 513 | 9.07 | 27 / 240 | Коалиция             |